# 28e brigade de cavalerie (Empire allemand)
Pour les articles homonymes, voir 28e brigade.
La 28e brigade de cavalerie est une grande unité de l'armée prussienne.

## Histoire
La 28e brigade de cavalerie a ses origines dans l'armée badoise et est créée en 1830 sous le nom de « brigade de cavalerie grand-ducale badoise » et reçoit le commandement de la cavalerie le 22 octobre 1852. Le 1er juillet 1871, elle reçoit la désignation de « 28e brigade de cavalerie » et est rebaptisée « 28e commandement de tirailleurs de cavalerie » le 17 mai 1918. De 1871 jusqu'à avant le déclenchement de la Première Guerre mondiale, elle fait partie de la 28e division d'infanterie au 14e corps d'armée basé à Karlsruhe. Au début de la guerre, elle appartient à la 6e division de cavalerie, qui fait partie du 3e commandement supérieur de cavalerie, dirigé par le général Gustav von Hollen,
Pendant la Première Guerre mondiale, elle est sous la tutelle de :
| Période                             | Unité parente                                                                        |
| ----------------------------------- | ------------------------------------------------------------------------------------ |
| Du 1er août 1914 au 14 octobre 1916 | 6e division de cavalerie                                                             |
| 15 octobre 1916 au 19 novembre 1916 | renforcé 45e brigade de cavalerie (de)                                               |
| 20 novembre 1916 au 2 février 1917  | Division de cavalerie A                                                              |
| 3 février 1917 au 10 février 1917   | 4e division de cavalerie                                                             |
| 11 février 1917 au 7 avril 1917     | 2e division de Landwehr royale bavaroise (de)                                        |
| Du 8 avril 1917 au 8 avril 1918     | 4e division de cavalerie                                                             |
| 9 avril 1918 au 18 avril 1918       | 301e division d'infanterie                                                           |
| 19 avril 1918 au 20 mai 1918        | 4e division de cavalerie                                                             |
| 21 mai 1918 au 11 novembre 1918     | 7e division de cavalerie (à partir du 7 juin, 7e division de fusiliers de cavalerie) |

### Composition
- 1871 à 1890 :

20e régiment de dragons (de), 22e régiment de dragons
- 1890 à 1914 :

20e régiment de dragons (de) 21e régiment de dragons
- 1914 à 1918 :

11e régiment d'uhlans (de), 15e régiment d'uhlans, 4e régiment d'uhlans de réserve.

### Guerre austro-prussienne de 1866
Comme lors de la bataille de Leipzig, des unités de l'armée badoise combattent également contre la Prusse pendant la guerre austro-prussienne dans la formation du 8e corps d'armée fédéral lors de l'exécution fédérale dans les batailles d'Hundheim et Gerchsheim.

### Guerre franco-prussienne de 1870/1871
Lors de la guerre contre la France, la brigade participe d'abord à la prise de Haguenau le 4 août 1870 puis participe au siège de Strasbourg du 10 août au 27 septembre. La bataille de Nuits-Saint-Georges suit en décembre.

### Première Guerre mondiale
La brigade est déployée sur le théâtre de guerre occidental jusqu'au 3 novembre 1914 puis sur le théâtre de guerre oriental jusqu'en mars 1918. À partir d'avril 1918, il est de nouveau utilisé en Occident.

### Commandants de brigade
| Nom                                                                   | Date                                 |
| --------------------------------------------------------------------- | ------------------------------------ |
| Brigade de cavalerie grand-ducale badoise                             |                                      |
| Maximilien de Bade (de)                                               | 1830                                 |
| Wilhelm Gayling von Altheim (de)                                      | 1843                                 |
| Commandement de la cavalerie grand-ducale badoise                     |                                      |
| August von Roggenbach (de)                                            | 1852                                 |
| Theodor Hilpert                                                       | 1855                                 |
| Ludwig Schuler                                                        | 1856                                 |
| Carl von Freystedt (de)                                               | 1860                                 |
| Edmund Reinhard Friedrich Wilhelm Christoph Hektor von Degenfeld (de) | 1866                                 |
| Udo von La Roche-Starkenfels (de)                                     | 1869                                 |
| 28e brigade de cavalerie                                              |                                      |
| Karl von Willisen                                                     | 1er juillet 1871 au 6 décembre 1875  |
| Hermann Albert zu Lynar                                               | 7 décembre 1875 au 23 janvier 1882   |
| Carl von Hänisch                                                      | 24 janvier 1882 au 7 mars 1883       |
| Friedrich Baltzer von Strantz (de)                                    | 8 mars 1883 au 13 février 1885       |
| Ernst von der Planitz                                                 | 14 février 1885 au 13 juin 1888      |
| Albert von Schleinitz (de)                                            | 14 juin 1888 au 15 février 1892      |
| Kurt Nickisch von Rosenegk                                            | 16 février 1892 au 16 juin 1893      |
| Rudolf von Rabe                                                       | 17 juin 1893 au 17 août 1897         |
| Carl Ludwig Friedrich von Klinckowström                               | 18 août 1897 au 21 mai 1900          |
| Konrad von Hausmann (de)                                              | 22 mai 1900 au 7 avril 1903          |
| Hans von Keller (de)                                                  | 8 avril 1903 au 9 juillet 1907       |
| Maximilien de Bade                                                    | 10 juillet 1907 au 15 juin 1911      |
| Gustav von Arnim                                                      | 16 juin 1911 au 26 janvier 1913      |
| Udo von Selchow                                                       | 27 janvier 1913 au 18 septembre 1916 |
| Heribert von Spee                                                     | 19 septembre 1916 au 26 février 1918 |
| Karl von Kageneck (de)                                                | 27 février 1918 à octobre 1918       |
| Konrad von Stotzingen (de)                                            | Octobre 1918 à la fin de la guerre   |
| Max von Holzing-Berstett (de)                                         | 7 février 1919 démobilisation        |